# Eduardo Bores
Eduardo David Bores Díaz (ur. 28 października 2002 w Valencii) – ekwadorski piłkarz pochodzenia argentyńskiego i urugwajskiego z obywatelstwem wenezuelskim występujący na pozycji bramkarza, od 2024 roku zawodnik Libertadu Loja.
Jego ojciec Eduardo Bores oraz dziadek, Argentyńczyk Eduardo Bores, również byli piłkarzami. Ze strony babci ma pochodzenie urugwajskie. Urodził się w Wenezueli, gdzie jako trener piłkarski pracował wówczas jego ojciec.